# Kalāteh-ye Qanbar
Kalāteh-ye Qanbar (persiska: کلاته قنبر) är en ort i Iran.   Den ligger i provinsen Khorasan, i den nordöstra delen av landet, 700 km öster om huvudstaden Teheran. Kalāteh-ye Qanbar ligger 1 184 meter över havet och antalet invånare är 176.
Terrängen runt Kalāteh-ye Qanbar är platt. Runt Kalāteh-ye Qanbar är det ganska glesbefolkat, med 27 invånare per kvadratkilometer. Närmaste större samhälle är Darrūd, 18,9 km nordost om Kalāteh-ye Qanbar. Omgivningarna runt Kalāteh-ye Qanbar är i huvudsak ett öppet busklandskap.